# كيربي (تكساس)
كيربي (بالإنجليزية: Kirby, Texas)‏ هي مدينة تقع بولاية تكساس في شمال شرق الولايات المتحدة. تبلغ مساحة هذه المدينة 4.9 (كم²)، وترتفع عن سطح البحر 209 م، بلغ عدد سكانها 8673 نسمة في عام 2000 حسب إحصاء مكتب تعداد الولايات المتحدة وتصل الكثافة السكانية فيها 1792 نسمة/كم2.

## وصلات خارجية
- The US50 - Cities and Towns in Texas State